# Мелитопол
Мелито̀пол (на украински: Мелітополь) е град в Югоизточна Украйна, административен център на Мелитополски район, Запорожка област. От 1 март 2022 г. е под руска окупация.
Намира се на 38 метра надморска височина. Към 1 февруари 2013 година населението на града е 156 962 души, втори по големина в областта. Той е основан през 1784 година.

## История
През лятото на 1769 г. руски военачалници построяват редут на мястото на днешния град. На 2 февруари 1784 г. Екатерина II издава указ за създаването на Таврическа губерния от превзетите земи. Същата година Григорий Потьомкин подписва основаването на град, а казаците заедно със семействата си започват да се заселват по десния бряг на река Молочна. Много германци също са поощрявани да се заселят в новата провинция.
Първоначално градът се е наричал Киз-Яр, а през 1816 г. е преименуван на Новоалександровка. Населението му през години се увеличава, тъй като в него се заселват много селяни от северните части на Украйна и Русия. На 7 януари 1842 г. е наречен Мелитопол, по името на древногръцкия град Мелита (от старогръцки: Μελιτοπόλη - „меден град“), който се е намирал в устието на река Молочна. Към края на 19 век градът вече е център на търговията, разполагайки с банки и борси на едро. По това време се развиват металургията и машиностроенето.
По-нататъшното развитие на града е свързано с търговията, промишлеността и железопътния транспорт в посока Крим. Към началото на 20 век населението на града наброява около 15 хил. души, а фабриките са 30. Когато Нацистка Германия напада Съветския Съюз  през 1941 г., градът придобива голямо стратегическо значение поради местоположението си. На 6 октомври същата година той е окупиран от немската армия. Евреите, които представляват значителна част от населението на града по това време, биват арестувани и избивани от айнзацгрупи.
След като поема офанзивата, Червената армия достига река Молочна на 22 септември 1943 г. При Мелитопол германците вече са започнали да укрепват линията „Пантер – Вотан“. Именно тази линия решава по-нататъшната съдба на Кримския полуостров и на операциите в южната част на СССР. Първият опит на съветските войски да пробият линията се оказва неуспешен. В отговор, съветското командване решава да подготви т.нар. „Мелитополска операция“, която постига успех в периода 26 септември - 5 ноември 1943 г. Въпреки това, сраженията продължават дълго, тъй като немците мобилизират пресни резерви, които да удържат Мелитопол.
Когато Русия напада Украйна, Мелитопол е щурмуван от руските войски на 25 февруари 2022 г. и превзет след тежки сражения, продължили до 1 март. Кметът на града Иван Федоров обявява, че няма да сътрудничи на окупантите, а местното население излиза по улиците, за да протестира срещу руската окупация. На 11 март Федоров е отвлечен от руски войници и освободен пет дни по-късно като част от затворнически обмен. Междувременно, руските войски се опитват да издигнат бившия съветник Галина Данилченко от Опозиционния блок за кмет. Градският съвет на Мелитопол обявява, че това е опит за незаконно създаване на окупационна администрация. На 23 март вече бившия кмет Федоров докладва, че градът изпитва продоволствена криза и че руските войски изземват предприятия, тормозят местното население и са задържали няколко журналисти.
На 30 септември 2022 г. градът е анексиран от Русия, макар международната общност да не го признава за руско владение. Руските власти в града предприемат политика на повторна съветизация, връщайки съветските имена на много улици.

## Население
| Година | Население | Година | Население | Година | Население |
| ------ | --------- | ------ | --------- | ------ | --------- |
| 1815   | 1160      | 1872   | 6524      | 1902   | 16 993    |
| 1816   | 1493      | 1885   | 12 774    | 1904   | 17 726    |
| 1838   | 2130      | 1884   | 12 516    | 1905   | 16 685    |
| 1845   | 2385      | 1886   | 13 672    | 1906   | 15 582    |
| 1851   | 3098      | 1887   | 13 832    | 1907   | 16 040    |
| 1852   | 3125      | 1887   | 13 832    | 1908   | 17 175    |
| 1853   | 3411      | 1888   | 14 326    | 1909   | 17 601    |
| 1856   | 3687      | 1889   | 14 604    | 1910   | 18 519    |
| 1859   | 4594      | 1890   | 14 661    | 1911   | 21 587    |
| 1861   | 5282      | 1893   | 15 539    | 1912   | 22 022    |
| 1862   | 5555      | 1894   | 15 817    | 1959   | 94 670    |
| 1863   | 5865      | 1895   | 19 533    | 1970   | 136 860   |
| 1865   | 5892      | 1896   | 19 731    | 1979   | 160 664   |
| 1867   | 5864      | 1897   | 15 489    | 1989   | 173 385   |
| 1869   | 6153      | 1899   | 16 168    | 2001   | 160 352   |
| 1871   | 6340      | 1900   | 16 624    | 2010   | 157 600   |

### Етнически състав
| Народност | 1897   | 1970   | 1979   | 2001   |
| --------- | ------ | ------ | ------ | ------ |
| Украинци  | 8,8 %  | 45,8 % | 44,8 % | 55,1 % |
| Руснаци   | 42,8 % | 46,5 % | 48,3 % | 38,9 % |
| Българи   | 0,6 %  | 2,3 %  | 2,3 %  | 1,8 %  |
| Евреи     | 40,1 % | 1,6 %  | 1,1 %  |        |
| Беларуси  | 0,2 %  | 1,1 %  | 1,0 %  | 0,8 %  |
| Татари    |        | 0,9 %  | 0,8 %  | 1,0 %  |
| Арменци   | 1,3 %  | 0,1 %  | 0,3 %  |        |
| Гърци     | 0,4 %  | 0,3 %  | 0,2 %  |        |
| Поляци    | 0,7 %  | 0,2 %  | 0,2 %  |        |
| Германци  | 1,2 %  | 0,2 %  | 0,2 %  |        |
| Цигани    | 0,2 %  | 0,1 %  | 0,1 %  |        |
| Молдовци  | 0,1 %  | 0,1 %  | 0,1 %  |        |
| Чехи      | 0,1 %  | 0,1 %  | 0,1 %  |        |
| Албанци   |        | 0,1 %  | 0,1 %  |        |

## Икономика
Развита е машиностроителната промишленост за производство на двигатели. Машиностроителният инженерен комплекс в града е представен от 8 големи завода и над 100 малки и средни предприятия. Произвежданите продукти имат търсене главно в селскостопанския сектор. Освен това е развита и хранително-вкусовата промишленост.

## Образование
В града функционират 3 висши училища:
- Мелитополски държавен педагогически университет „Богдан Хмелницки“
- Таврийски държавен агротехнически университет
- Мелитополски институт по екология и социални технологии „Украйна“

Има 23 общообразователни училища, от тях 5 гимназии и педагогически лицеи.

## Побратимени градове
- Сливен, България (от 2012 г.)[11]